# ذبابة الروث الساخنة
ذبابة الروث الساخنة (الاسم العلمي:Scathophaga calida)  هي نوع من الحشرات يتبع جنس ذبابة الروث من فصيلة ذباب الروث                             .	